# Teatro Nuovo (Milano)
Il Teatro Nuovo è stato un teatro di Milano, sito in piazza San Babila, nei sotterranei del Palazzo del Toro. Il teatro, inaugurato nel 1938, ha chiuso nel 2022.

## Storia

### La gestione Paone
Il teatro fu costruito nel 1938, da un progetto dell'architetto milanese Emilio Lancia. La direzione del Teatro è affidata a Remigio Paone, impresario di spettacoli di rivista e di teatro musicale. Il programma del Teatro Nuovo inizia il 22 dicembre 1938 con Ditegli sempre di sì di Eduardo De Filippo.
Dal 22 dicembre ai primi di febbraio 1939 la compagnia di De Filippo rappresenta 23 spettacoli diversi. Prezzi dei biglietti: 25 lire i posti di platea e 6 lire i posti in piedi. Il programma di Paone al Teatro Nuovo prosegue con le compagnie dell'epoca: il duo Ruggero Ruggeri-Irma Gramatica la Compagnia De Sica-Melnati, Gilberto Govi, Nino Besozzi, Laura Adani, Ermete Zacconi, Raffaele Viviani, Renzo Ricci, Enrico Viarisio, Elsa Merlini e Sergio Tofano.
Nel 1939 scoppia la Seconda guerra mondiale e il Direttore del Teatro Nuovo si trova in difficoltà col regime Fascista per aver ospitato L'opera da tre soldi di Bertolt Brecht, la rivista Zizi e compagni dello scrittore ebreo Abraham Szilagyi e Piccola Città di Thornton Wilder, per la quale il direttore del Nuovo venne anche arrestato. Remigio Paone lascia Milano e si nasconde nella capitale fino al 1945.
Con la liberazione Paone ritorna a Milano e ricomincia la programmazione del Teatro Nuovo con Rina Morelli, Paolo Stoppa, Totò, Wanda Osiris, Carlo Dapporto, Ernesto Calindri, Anna Magnani e Paola Borboni. Negli anni '50 il Teatro Nuovo ospita soprattutto spettacoli di rivista quali A prescindere di Totò e Attanasio cavallo vanesio di Renato Rascel, Carosello napoletano diretto da Ettore Giannini e Cyrano de Bergerac di Gino Cervi.
Su invito personale dell'attore inglese Laurence Olivier, Remigio Paone porta a Londra Enrico IV e Tutto per bene di Pirandello con la compagnia di Ruggero Ruggeri. Oltre alla Rivista il Teatro Nuovo ospita anche concerti e ospiti internazionali: Louis Armstrong, Maurice Chevalier, Joséphine Baker, Harry Belafonte, Yma Sumac e Yves Montand.
Nel 1964 avviene la prima di Il barbiere di Siviglia (Rossini) con Fiorenza Cossotto, Sherrill Milnes e Nicolai Ghiaurov e nel 1972 le prime assolute di San Zanipolo e di Gabrieliana di Gian Francesco Malipiero.

### La direzione di Ghizzo
Nel 1977 il direttore storico del Teatro Nuovo Remigio Paone muore e la gestione passa a Franco Ghizzo, un imprenditore milanese. Negli anni settanta e Ottanta il Teatro Nuovo ospita Liza Minnelli, Julio Iglesias, Jerry Lewis, Johnny Dorelli, Carla Fracci, Carmelo Bene, Mariangela Melato, Barnum e Hollywood - Ritratto di un divo con Massimo Ranieri, il Trio Marchesini Lopez Solenghi, Vittorio Gassman e Marcello Mastroianni. Ghizzo è il primo impresario milanese a proporre i musical Americani: Grease con Lorella Cuccarini e Giampiero Ingrassia, Sette spose per sette fratelli con Manuel Frattini e Raffaele Paganini, Un americano a Parigi con Christian De Sica, The Full Monty, Jesus Christ Superstar, La piccola bottega degli orrori, Dance. Per la prosa, il Teatro Nuovo ospita Glauco Mauri, Tato Russo, Sebastiano Lo Monaco, Vincenzo Salemme, Rossella Falk, Nancy Brilli, Luigi De Filippo, Franco Castellano e altri. Nel 1990 avviene la prima di Nijinsky, clown de Dieu di Pierre Henry con Jorge Donn. Alla scomparsa di Franco Ghizzo nel marzo 2004 la direzione artistica del Teatro Nuovo passa alla moglie Gemma Ghizzo e alla figlia Monica Ghizzo, e nel 2013 a Lorenzo Vitali, produttore e amico della famiglia Ghizzo. Nel 2020 il teatro sospende la programmazione a causa della pandemia di COVID-19: il Teatro Nuovo non avrebbe più riaperto le porte al pubblico e nell'ottobre 2022 è stata annunciata la sua chiusura definitiva.